# Catena Dent Blanche-Grand Cornier
La Catena Dent Blanche-Grand Cornier è un massiccio montuoso delle Alpi del Weisshorn e del Cervino nelle Alpi Pennine. Si trova nel Canton Vallese e prende il nome dalla Dent Blanche e dal Grand Cornier.

## Geografia
Il gruppo montuoso raccoglie le montagne tra la Val d'Herens (ad ovest) e la Val d'Anniviers (con la sua continuazione Valle di Zinal ad est). A nord termina nella valle del Rodano; a sud il Col Durand ed il Col d'Herens lo separano dagli altri gruppi delle Alpi del Weisshorn e del Cervino.

## Classificazione
La SOIUSA individua la Catena Dent Blanche-Grand Cornier come un supergruppo alpino e vi attribuisce la seguente classificazione:
- Grande parte = Alpi Occidentali
- Grande settore = Alpi Nord-occidentali
- Sezione = Alpi Pennine
- Sottosezione = Alpi del Weisshorn e del Cervino
- Supergruppo = Catena Dent Blanche-Grand Cornier
- Codice = I/B-9.II-C

## Suddivisione
Il gruppo montuoso è suddiviso in due gruppi e due sottogruppi:
- Gruppo della Dent Blanche (5)
- Gruppo del Grand Cornier (6)
  - Catena Grand Cornier-Pigne de la Lé (6.a)
  - Catena Punta di Bricola-Sasseneire (6.b)

Il Gruppo della Dent Blanche raccoglie le montagne poste a sud e più alte; il Gruppo del Grand Cornier raccoglie ne montagne più a nord. Il Col de la Dent Blanche divide i due gruppi.

## Montagne

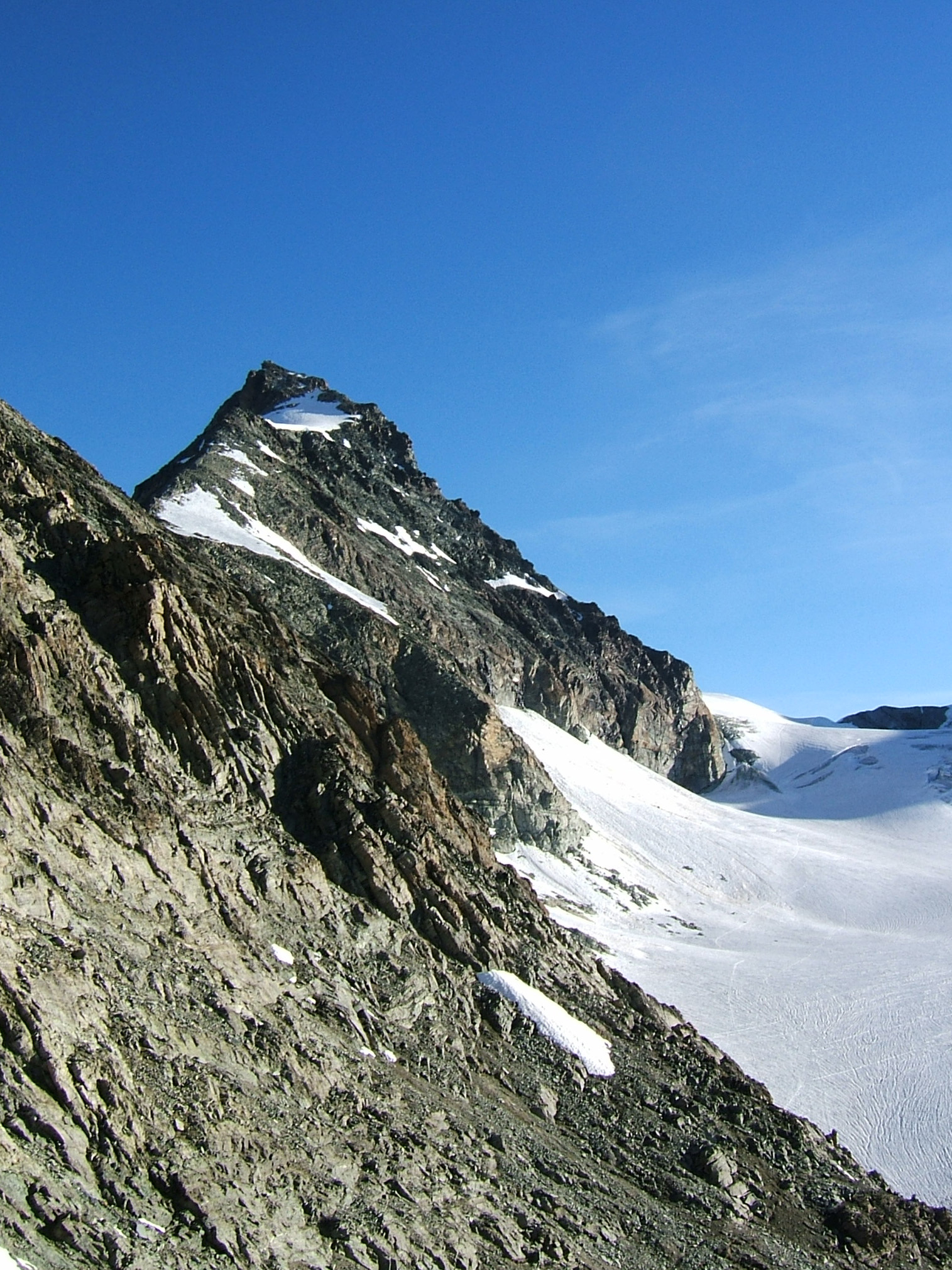
La Pointe de Zinal vista da sud.

Le montagne principali del gruppo sono:
- Dent Blanche - 4.353 m
- Grand Cornier - 3.962 m
- Pointe de Zinal - 3.789 m
- Punta di Bricola - 3.658 m
- Pointes de Mourti - 3.564 m
- Pigne de la Lé - 3.396 m
- Tsa de l'Ano - 3.368 m
- Garde de Bordon - 3.310 m
- Sasseneire - 3.254 m
- Becs de Bosson - 3.149 m
- Pointe du Tsaté - 3.078 m
- Corne de Sorebois - 2.896 m
- Roc d'Orzival - 2.853 m
- Pointe de Tsirouc - 2.778 m
- Mont Noble - 2.654 m